# Nadia Ali
Nadia Ali (* 3. srpna 1980 Tripolis) je americká zpěvačka a hudební skladatelka pákistánského původu, věnující se elektronické taneční hudbě. Ve své tvorbě se podle vlastních slov inspiruje orientální hudbou i pěveckými vzory jako Stevie Nicks, Björk nebo Sade Adu.
Narodila se v Libyi rodičům pocházejícím z Pákistánu, od pěti let žije v Queens. V roce 2001 vytvořila s Markusem Moserem duo iiO, jehož největší hit „Rapture“ zaujal druhé místo na žebříčku UK Singles Chart. V roce 2005 se vydala na sólovou dráhu, v roce 2009 vydala první album Embers, skladba „Love Story“ se v dubnu téhož roku dostala do čela žebříčku Hot Dance Club Play. Roku 2010 vydala trojdílnou kompilaci remixů Queen of Clubs Trilogy: Ruby Edition, Queen of Clubs Trilogy: Onyx Edition a Queen of Clubs Trilogy: Diamond Edition. V roce 2012 nahrála s BT „Must Be The Love“ a s německým duem Spencer & Hill úspěšnou skladbu „Believe It“.  V roce 2014 nazpívala akustickou coververzi písně The Police „Roxanne“.